# 内田朝陽
内田 朝陽（うちだ あさひ、1982年5月30日 - ）は、日本の俳優である。
東京都出身。ホリプロ所属。

## 略歴
2000年2月に「21世紀ムービースターオーディション」でグランプリを受賞。同年、映画『死者の学園祭』で俳優デビュー。
2011年、同じホリプロ所属のつぶやきシローらとコントユニット「コント・エクスペリエンスの会」を結成、8月に初の公演を行った。
2019年、綾野剛および山田孝之とともにバンド"THE XXXXXX"を結成し、1stアルバム『THE XXXXXX』をデジタル配信しライブを開催。
2021年、岩根和史シェフと共にカスタムフローズンデリ「3deli」のレシピを監修した。

## 人物
- 特技はギター・料理・水泳[1]。調理師免許所持。
- 2007年10月8日放送の『男自転車ふたり旅』（NHK総合テレビ）では、蟹江一平とともに、神南のNHK放送センターから岩手県雫石町にある一本桜まで、およそ500キロメートルをロードレーサーで5日間かけて走破した。
- 2008年に入院した際、幼少期に書いた作文や詩を読み返したことがきっかけで、これらをまとめた児童書『もしも お月さまが さくらのような ももいろで』を出版している[4]。

### 私生活
- 2014年12月8日、7歳下の東大卒地方公務員の女性と、2015年の年明けに結婚することを発表した[5]。2016年に第1子男児が誕生した[6]。
- 2021年11月10日、ニュースサイト『NEWSポストセブン』で、2020年末に離婚していたと報じられ、所属事務所が離婚は事実と認めた[6]。

## 出演

### テレビドラマ
- 聖の青春（2001年、TBS） - 加藤 役
- カバチタレ! 第3話：あっ!と驚くいい男とカレーうどん（2001年、フジテレビ） - 横山光司 役※ゲスト出演
- 蜜蜂の休暇（2001年、NHK総合テレビ） - 桜木光 役
- Fighting Girl（2001年、フジテレビ）
- ロング・ラブレター〜漂流教室〜（2002年、フジテレビ） - 山田信一 役
- First Love（2002年、TBS） - 小峰幸彦 役
- マイリトルシェフ（2002年、TBS） - 匂坂太一 役
- ブルーもしくはブルー〜もう一人の私（2003年、NHK総合テレビ） - 牧原直也 役
- ダムド・ファイルシーズンⅡ file No.0021（2003年、名古屋テレビ）
- なつのひかり。（2004年、日本テレビ） - 北原哲生 役
- 新札発行記念ドラマ『樋口一葉物語』（2004年11月1日、TBS） - 樋口泉太郎 役
- 相棒（テレビ朝日）
  - season2 第15話「雪原の殺意」（2004年2月4日） - 沖真二 役
  - season2 第16話「白い罠」（2004年2月11日） - 沖真二 役
  - season16 第4話「ケンちゃん」（2017年11月8日） - 森山真一郎 役
- 警視庁鑑識班2004最終話・誘拐犯との接触失敗が呼んだ母の逃避行（2004年3月17日、日本テレビ） - 渡会誠 役
- 英語の女(ひと)　(2005年、ネットシネマ.TV)
- 27歳の夏休み（2005年6月30日、TBS） - 久間尚之 役
- 火災調査官・紅蓮次郎 5（2005年、テレビ朝日） - 岩田純市 役
- 富豪刑事 第9話：学園の富豪刑事（2005年、テレビ朝日） - 小栗幸輔 役※ゲスト出演
- ある愛の詩（2006年、TBS） - 間宮俊哉 役
- 天国の樹（日韓同作ドラマ、2006年、フジテレビ / 韓国SBS） - 藤原リュウ 役
- ビバ!山田バーバラ（2006年、テレビ朝日） - 羽根純 役
- 土曜ワイド劇場（テレビ朝日）
  - 炎の警備隊長・五十嵐杜夫 第4作「（秘）特務！殺人予告VIPを警護せよ」（2006年6月17日） - 桐野俊作 役
  - 炎の警備隊長・五十嵐杜夫 第5作「人気美容整形医に殺人予告!! 美しさの追求が生んだ悲劇…」（2007年3月17日） - 桐野俊作 役
  - 炎の警備隊長・五十嵐杜夫 第6作「完全密室ビル美女殺人！部下の離反！金とイジメに挑む孤独な闘い！」（2007年10月20日） - 桐野俊作 役
  - 狩矢父娘シリーズ 第15作「京都グルメツアー殺人事件！」（2013年10月5日） - 川手慎也 役
- 金曜プレステージ 所轄刑事3 涙の生活安全課〜必死のアキバ捜査網〜（2007年3月16日、フジテレビ） - 高山 役
- NHK連続テレビ小説 どんど晴れ（2007年、NHK総合テレビ） - 加賀美柾樹 役
  - どんど晴れスペシャル （2011年5月6日、NHK） - 加賀美柾樹 役
- 変装捜査官・麻生ゆき 湯布院温泉、華やかな連続殺人!（2007年、テレビ朝日） - 池内真也 役
- 徳川風雲録 八代将軍吉宗（2008年1月2日、テレビ東京系） - 天一坊改行 役
- ゴンゾウ 伝説の刑事 第5,6,9,10話（2008年、テレビ朝日） - 乙部功 役
- ヒットメーカー 阿久悠物語（2008年、日本テレビ） - 都倉俊一 役
- あんみつ姫2（2009年、フジテレビ） - 野牛九兵衛 役
- 絶対彼氏 〜完全無欠の恋人ロボット〜 スペシャル（2009年、フジテレビ） - 七瀬純 役
- 金曜プレステージ 平岩弓枝・作家50年記念 嫁の座（2009年5月29日、フジテレビ） - 鬼島樹一 役
- 月曜ゴールデン 二重裁判（2009年6月1日、TBS） - 和田孝太 役
- 恋うたドラマSP 三日月 第2夜 （2009年9月30日、TBS） - 森省吾 役
- アンタッチャブル〜事件記者・鳴海遼子〜 第4話（2009年11月6日、テレビ朝日） - 雨宮翔 役
- 土曜時代劇 オトコマエ!2 第13話（2009年12月5日、NHK総合テレビ） - 新井幸之助 役
- 柳生武芸帳（2010年1月2日、テレビ東京系） - 神矢悠之丞 役
- ヤマトナデシコ七変化 第1話（2010年1月15日、TBS） - 安藤まさお 役
- ドラマスペシャル やまない雨はない（2010年3月6日、テレビ朝日） - 倉嶋厚（青年期） 役
- 水戸黄門第42部 第2話（2010年10月18日、TBS） - 辰五郎 役
- 花嫁のれん（2010年11月 - 12月、東海テレビ） - 藤沢良樹 役
- 屋上のあるアパート[注 1]（2011年3月21日） - 片岡祐介 役
- BOSS 2ndシーズン 第4話（2011年5月12日、フジテレビ） - 伊達 役
- ハンチョウ〜神南署安積班〜シリーズ4 〜正義の代償〜 第8話（2011年6月6日、TBS） - 矢吹草太 役
- 金曜プレステージ 外科医 鳩村周五郎8（2011年7月1日、フジテレビ） - 杉山秀男 役
- 新・警視庁捜査一課9係season3（2011年7月7日、テレビ朝日） - 新田哲男 役
- 花嫁のれん2（2011年10月 - 12月、東海テレビ） - 藤沢良樹 役
- たぶらかし-代行女優業・マキ- 第2話（2012年4月12日、読売テレビ） - 平野孝司 役
- 水曜ミステリー9 刑事吉永誠一 涙の事件簿9（2012年6月20日、テレビ東京） - 内川道夫 役
- 水曜ミステリー9 内田康夫サスペンス 多摩湖畔殺人事件（2012年7月18日） - 平井実 役
- 絢音（2012年8月25日、中京テレビ） - 井清栄之 役
- 月曜ゴールデン 狩矢警部シリーズ12（2012年11月19日、TBS） - 若林頼政 役
- 捜査地図の女 第5話（2012年11月22日、テレビ朝日） - 朝倉拓也 役
- レジデント〜5人の研修医 第7話（2012年11月29日、TBS） - 三上達哉 役
- プレミアムドラマ 神様のボート（2013年3月10日 - 24日、NHK BSプレミアム） - 山城 役
- ドラマスペシャル SP〜警視庁警護課III（2013年4月27日、テレビ朝日） - 塚本太郎 役
- 水曜ミステリー9 内田康夫サスペンス 鬼刑事と車椅子の少女 ドクターブライダル（2013年5月22日） - 平井実 役
- 京都地検の女 第9シリーズ 第5話（2013年8月22日、テレビ朝日） - 今村祐次 役
- 新春ドラマスペシャル “新参者”加賀恭一郎「眠りの森」（2014年1月2日、TBS） - 風間利之 役
- ドラマスペシャル 刑事（2014年3月26日、テレビ東京） - 村沢克己 役
- 月曜ゴールデン 財務捜査官 雨宮瑠璃子8（2014年7月21日、TBS） - 大河原健一 役
- 水曜ミステリー9 多摩南署たたき上げ刑事・近松丙吉12 幻の男（2014年8月20日） - 長谷川翼 役
- 松本清張ミステリー時代劇 第9話「虎」（2015年8月4日、BSジャパン） - 主演・与助 役
- プレミアムよるドラマ 初恋芸人（2016年3月 - 4月、NHK BSプレミアム） - ガラバン 役
- ドラマ10 水族館ガール（2016年6月 - 7月、NHK） - 磯川陸 役
- 勇者ヨシヒコと導かれし七人 第8話（2016年11月26日、テレビ東京） - 別の仏 役
- 三匹のおっさん3〜正義の味方、みたび!!〜 第2話（2017年1月27日、テレビ東京） - 三枝誠 役
- 貴族探偵 第1話（2017年4月17日、フジテレビ） - 畦野智一郎 役
- サヨナラ、えなりくん 第3話（2017年5月15日、テレビ朝日） - 小玉置 役
- 赤ひげ 第7話（2017年12月15日、NHK BSプレミアム） - 角三 役
- 爆報! THE フライデー 再現ドラマ「三菱銀行人質事件」（2018年3月23日、TBS）- 鳴海清 役
- 記憶捜査〜新宿東署事件ファイル〜（2019年1月18日 - 3月1日、テレビ東京） - 山崎清 役
  - ドラマスペシャル（2020年7月27日）
  - シーズン2（2020年10月23日 - 12月4日）
  - ドラマスペシャル2（2022年6月20日）
  - シーズン3（2022年11月4日 - 12月16日 ）[7]
  - ドラマスペシャル3（2025年3月10日〈予定〉）[8]
- 日曜プライム 温泉若女将の殺人推理30（2019年3月3日、テレビ朝日） - 富山浩二郎 役
- 水戸黄門（第2シリーズ） 第4話（2019年6月16日、BS-TBS） - 清吉 役
- 剣客商売 婚礼の夜（2020年3月13日、フジテレビ） - 浅岡鉄之助 役
- 警視庁・捜査一課長2020 第4話（2020年4月30日、テレビ朝日） - 水田秀次 役
- 三つの取調室〜埼玉愛犬家連続殺人事件〜（2020年10月4日、フジテレビ） - 中岡洋介 役
- 月曜プレミア8 横山秀夫サスペンス「沈黙のアリバイ」「モノクロームの反転」（2020年10月26日・11月9日、テレビ東京） - 殿村勝 役
- 珈琲いかがでしょう 第7話、第8話（2021年5月17日・24日、テレビ東京）- ぼっちゃんの父（二代目組長）役
- 夫婦が壊れるとき（2023年4月8日 - 7月1日、日本テレビ） - 加集基樹 役[9]

### バラエティ・ドキュメンタリーなど
- 世界ウルルン滞在記「＃３４５　エチオピアのコエグ族に…内田朝陽が出会った」（2002年11月10日、毎日放送）
- 未来MODEL（2005年、テレビ東京）
- いっしょに歩こう〜盲導犬物語 愛と感動の500日〜（テレビ大阪 / TVQ九州放送）
- 男自転車ふたり旅（2007年、NHK総合テレビ）- どんど晴れの従兄弟役蟹江一平と共演
- 祝女〜shukujo〜シーズン1-3（2010年1月24日ほか不定期ゲスト、NHK総合テレビ）
- のんびりゆったり 路線バスの旅（NHK総合テレビ）
- 自転車旅 ユーロヴェロ70000キロ（2019年10月5日、NHK BSプレミアム） - 旅人

### 映画
- 死者の学園祭（2000年） - 神山英人 役 ※ デビュー作品
- 昭和歌謡大全集（2003年）
- 精霊流し（2003年） - 櫻井雅彦 役（主演）
- スクール・ウォーズ HERO（2004年） - 小渕弘之 役
- 深紅（2005年） - 中垣明良 役
- 蟲たちの家（2005年） - 直也 役
- 天使（2006年） - カトウ 役
- アオグラ AOGRA（2006年） - 沢木圭太 役（主演）
- アタゴオルは猫の森（2006年） - ススキノ・テンプラ 役
- スピードマスター（2007年） - 黒咲勇弥 役
- 歌謡曲だよ、人生は （2007年）
- 60歳のラブレター（2009年） - 八木沼等 役
- 火天の城（2009年） - 中井孫太夫 役
- 僕の中のオトコの娘（2012年） - 澤登正嗣 役
- ホコリと幻想（2015年）
- マザーレイク（2016年） - 藤居亮介 役
- とんかつDJアゲ太郎（2020年）
- 天外者（2020年） - 五代徳夫 役
- MIRRORLIAR FILMS Season2「point」（2022年2月18日）[10]
- リボルバー・リリー（2023年）[11]

### 舞台
- ロックミュージカル『GODSPELL ゴッドスペル』（2010年12月5日 - 26日、世田谷パブリックシアター・シアタートラム）
- シアタートラムコントエクスペリエンスの会～1st-Experience（2011年8月17日 - 21日、シアターサンモール）
- 雪之丞一座〜参上公演 ロック☆オペラ「サイケデリック・ペイン」（2012年8月22日 - 9月24日、サンシャイン劇場 ほか） - 麗次 役
- ホリプロ若手舞台シリーズ Vol.3『少しはみ出て殴られた』（2012年11月30日 - 12月9日、DDD青山クロスシアター） - ナカゲガミ 役[12]
- ニ兎社公演39『鷗外の怪談』（2014年9月28日 - 12月11日、富士見市民文化会館 キラリ☆ふじみ メインホール ほか） - 平出修 役[13]
- ライブ・スペクタクル「NARUTO -ナルト-」（2015年3月21日 - 6月7日、AiiA Theater Tokyo ほか） - 桃地再不斬 役[14]
  - ライブ・スペクタクル「NARUTO -ナルト-」再演（2016年7月30日 - 28日、梅田芸術劇場 シアター・ドラマシティ ほか） - 桃地再不斬 役[15]
- 朗読劇「解夏」（2016年10月29日 - 10月31日、六行会ホール）
- 魍魎の匣（2019年6月21日 - 7月7日、天王洲 銀河劇場 ほか）
- 『BANANA FISH』The Stage -前編-（2021年6月10日 - 20日、天王洲 銀河劇場） - マックス・ロボ 役
- 『BANANA FISH』The Stage -後編-（2022年1月20日 - 30日、 品川プリンスホテル ステラボール） - マックス・ロボ 役
- ブラッド・ブラザーズ（2022年3月21日 - 4月24日、東京国際フォーラム ほか） - サミー 役
- ハリーポッターと呪いの子（2023年1月-赤坂ACTシアター）　-ドラコ・マルフォイ役

### ミュージック・ビデオ
- 倖田來未 「Promise」（2005年）

### ラジオ番組
- SOUNDS OF STORY〜ASADA JIRO LIBRARY〜　「伽羅」（2014年10月18日、J-WAVE）[16]

### CM
- 家庭教師のトライ（2003年）
- 農林水産省「食事バランスガイド」（2007年）

## 書籍
- もしも お月さまが さくらのような ももいろで（2008年11月18日、講談社）ISBN 978-4-06-215082-8